# هشت جفتة (مقاطعة إسلام آباد غرب)
هشت‌جفتة (بالفارسية: هشت‌جفته) هي قرية تقع في كرمانشاه في إيران. يقدر عدد سكانها بـ 84 نسمة بحسب إحصاء 2016.